# Anemoclema
Anemoclema, monotipski biljni rod iz porodice žabnjakovki raširen po planinama Hengduan u kineskim provincijama Sichuan i Yunnan. To je višegodišnji ili rizomatski geofit koji je prvi opisao Franchet (1886.) kao Anemone glaucifolia.
Rod je opisan u Acta Phytotax. Sin. 9: 105 (1964).

## Sinonimi
- Anemone glaucifolia Franch. in Bull. Soc. Bot. France 33: 363 (1886)
- Pulsatilla glauciifolia  (Franch.) Huth in Bot. Jahrb. Syst. 22: 588 (1897)
- Pulsatilloides glaucifolia (Franch.) Starod. in Vetrenitsy: Sist. i Evol.: 124 (1991)